# Magyaratád
Magyaratád es un pueblo ubicado en el distrito de Kaposvár, en el condado de Somogy, Hungría.

## Superficie
Posee una superficie de 18,82 kilómetros cuadrados.

## Demografía
Hasta 2019 la población era de 754 habitantes, con una densidad de población de 40,06 habitantes por kilómetro cuadrado.